# Vallons-de-l'Erdre
Vallons-de-l'Erdre es una comuna nueva francesa situada en el departamento de Loira Atlántico, en la región de Países del Loira.

## Historia
Fue creada el 1 de enero de 2018, en aplicación de una resolución del prefecto de Loira Atlántico de 29 de diciembre de 2017 con la unión de las comunas de Bonnœuvre, Freigné, Maumusson, Saint-Mars-la-Jaille, Saint-Sulpice-des-Landes y Vritz, pasando a estar el ayuntamiento en la antigua comuna de Saint-Mars-la-Jaille.

## Demografía
| Gráfica de evolución demográfica de Vallons-de-l'Erdre entre 1800 y 2019 |
|                                                                          |

Los datos entre 1800 y 2015 son el resultado de sumar los parciales de las seis comunas que forman la nueva comuna de Vallons-de-l'Erdre, cuyos datos se han cogido de 1800 a 1999, para las comunas de Bonnœuvre, Freigné, Maumusson, Saint-Mars-la-Jaille, Saint-Sulpice-des-Landes y Vritz de la página francesa EHESS/Cassini. Los demás datos se han cogido de la página del INSEE.

## Composición
| Comuna delegada          | Código INSEE | Población (2015) | Superficie (km²) | Densidad (hab./km²) |
| ------------------------ | ------------ | ---------------- | ---------------- | ------------------- |
| Bonnœuvre                | 44017        | 560              | 15.66            | 36                  |
| Freigné                  | 49144        | 1131             | 65.26            | 17                  |
| Maumusson                | 44093        | 1046             | 24.56            | 43                  |
| Saint-Mars-la-Jaille     | 44180        | 2400             | 20.06            | 120                 |
| Saint-Sulpice-des-Landes | 44191        | 686              | 30.74            | 22                  |
| Vritz                    | 44219        | 804              | 32.89            | 24                  |